# Noord-Sleen
Pour les articles homonymes, voir Noord et Sleen.
Noord-Sleen est un village situé dans la commune néerlandaise de Coevorden, dans la province de Drenthe. Le 1er avril 2004, le village comptait 460 habitants.